# M. A. R. Barker
Muhammad Abd al Rahman Barker (1929 - 2012) nombre de nacimiento Phillip Barker, fue un profesor jubilado de urdu y estudios del Sur asiático que escribió varias novelas fantásticas bajo el nombre de M. A. R. Barker. Durante su juventud creó Tékumel, un mundo fantástico basado en la antigua India, el Medio Oriente, culturas precolombinas como aztecas y mayas, así como otras fuente de inspiración no europeas.
Barker también ha escrito cinco novelas ambientadas en el mundo de Tékumel (ninguna de ellas traducida actualmente al habla hispana): Man of Gold y Flamesong, publicadas por Daw Books en los años 1980 y reeditadas en 2004, Prince of Skulls, Lords of Tsamra (ambos publicados por Zottola Publishing) y Death of Kings.
Al final de su vida residió en Mineápolis, Minnesota, Estados Unidos.